# 앙헬 마리스칼
앙헬 마리스칼 베우바(스페인어: Ángel Mariscal Beuba; 1904년 9월 11일, 바스크 주 산 세바스티안 ~ 1979년 3월 20일)는 스페인의 전 축구 선수이다. 그는 1928년 하계 올림픽의 축구 대회에 참가했다.